# Leiding over Oost
De Leiding over Oost was een geplande pijpleiding tussen Rotterdam en Leiden, om restwarmte van de Rotterdamse industrie naar huishoudens en bedrijven in Leiden en tussengelegen gebieden in Zuid-Holland te vervoeren. De warmte wordt vervoerd middels water. Het gebruik van restwarmte vermindert de vraag naar fossiele brandstoffen, met name aardgas. Het project is in 2016 opgezet door de gemeente Rotterdam als onderdeel van een herstelplan, om het Warmtebedrijf Rotterdam van nieuwe afzet te voorzien. In februari 2019 sluiten de gemeente en de provincie Zuid-Holland een bestuursovereenkomst waarmee de investeringen in het project worden goedgekeurd. De benodigde investeringen worden geschat op €140 miljoen. Levering met de leiding zou oorspronkelijk starten op 1 januari 2020, maar in april 2019 wordt duidelijk dat deze datum wegens vergunnings- en financieringsproblemen en onduidelijkheden over het tracé met minimaal twee jaar is uitgesteld. Op 12 november 2020 stemt de Rotterdamse gemeenteraad in met het afblazen van het project. In plaats daarvan wil men zich aansluiten bij het het project 'Leiding door het Midden', een warmteleiding tussen Rotterdam en Den Haag, die doorgetrokken kan worden naar Leiden. Ook dit plan wordt in oktober 2021 afgeblazen.

## Tracé, bronnen en afnemers
Het tracé van de 43 kilometer lange Leiding over Oost loopt vanaf het Maasstad Ziekenhuis in Rotterdam, via Zoetermeer naar Leiden. Ook zijn er plannen voor aftakkingen naar langs het tracé gelegen glastuinbouwgebieden. Het warmtetransportsysteem omvat naast leidingen ook onder andere pompinstallaties, hulpketelinstallaties, warmteoverdrachtsinstallaties, bufferinstallaties en meet-, regel-, en besturingsinstallaties, met boven- en ondergrondse delen. Het bestaande warmtenet van Warmtebedrijf Rotterdam heeft een aanvoertemperatuur van tussen de 98 en 120 graden Celsius, en een afvoertemperatuur van tussen de 50 en 70 graden Celsius. Het beschikt met een vermogen van 105 MWth over voldoende capaciteit om ongeveer 50.000 huishoudens van warmte te voorzien. Het plan is dat de leidingen van de Leiding over Oost een diameter krijgen van 400 millimeter, lokale glastuinders zien liever dat dit 500 millimeter wordt wegens de grotere capaciteit.
Er is gekozen voor een ‘open access’-systeem dat op termijn door verschillende soorten bronnen gevoed kan worden. In eerste instantie is de warmte hoofdzakelijk afkomstig uit afvalverbranding door afvalverwerkingsbedrijf AVR in de haven van Rotterdam. Uit berekeningen van de Rekenkamer Rotterdam blijkt dat het project zou moeten leiden tot een uitstootreductie van 45 kiloton koolstofdioxide.
De leiding zal voornamelijk warmte leveren voor de stadsverwarming in Leiden, waar 13.000 woningen en 200 bedrijven op zijn aangesloten. Nuon, leverancier van de warmte in dit warmtenet, wil de bestaande warmtebron (een lokale elektriciteitscentrale van Uniper) inruilen voor levering via de Leiding over Oost. Daarnaast zal de leiding ook proceswarmte leveren aan de brouwerij van Heineken in Zoeterwoude en aan woningen en de glastuinbouw in Lansingerland, Pijnacker-Nootdorp, Zoetermeer, Waddinxveen en omstreken.

## Achtergrond

### Warmtebedrijf Rotterdam
De Leiding over Oost is een project vanuit de gemeente Rotterdam, opgezet voor het eigen Warmtebedrijf Rotterdam. Dit bedrijf werd in 2006 opgericht door de gemeente Rotterdam en het Havenbedrijf Rotterdam, om middels een warmtenet restwarmte uit de haven van Rotterdam in te zetten voor de verwarming van woningen en bedrijven in Rotterdam. Na een mislukte samenwerking met Shell wordt in 2009 een overeenkomst gesloten met afvalverwerker AVR, waarbij tot oktober 2044 jaarlijks restwarmte wordt ingekocht. De warmtelevering startte in 2015, maar omdat de ingekochte hoeveelheid de afzet overstijgt, leidt het bedrijf ieder jaar verlies. Deze verliezen worden door de gemeente Rotterdam, grootste aandeelhouder van het warmtebedrijf, opgevangen.
Als onderdeel van een herstelplan hoopt men met de Leiding over Oost voor meer afzet te zorgen voor het Warmtebedrijf Rotterdam, om zo het bedrijf te redden. De gemeente Rotterdam heeft in eerste instantie €118 miljoen aan het Warmtebedrijf Rotterdam beschikbaar gesteld voor de realisatie van het project. Door het per 1 januari 2020 aflopende contract van Nuon met energieproducent Uniper voor de levering van warmte in Leiden en de wens van Nuon om een andere warmtebron te kiezen, ontstond hier een mogelijkheid voor nieuwe afzet. Het overnemen van de warmtelevering op deze datum wordt echter niet gehaald door diverse problemen rondom de aanbesteding. De opgelopen vertraging bedraagt minimaal twee jaar. De provincie Zuid-Holland is ook bij het project betrokken; het ziet in de Leiding over Oost een belangrijk onderdeel van een te vormen Zuid-Hollandse warmterotonde. In november 2020 wordt besloten om niet een eigen leiding (de Leiding over Oost) aan te leggen, maar om zich aan te sluiten bij een ander warmteproject (Warmtelinq), waarbij de leiding ook doorgetrokken kan worden naar Leiden. Als ook dit project geen doorgang vindt, dreigt een faillissement.

### Warmterotonde
Naar aanleiding van het akkoord van Parijs en het besluit om de gaswinning in Groningen stop te zetten, zoekt de provincie Zuid-Holland naar mogelijkheden om het gebruik van aardgas en de uitstoot van broeikasgassen terug te dringen. Een nuttig gebruik van restwarmte uit de industrie in de provincie kan hier aan bijdragen. Daarvoor heeft men het idee voor een ‘warmterotonde’ uitgewerkt. Middels meerdere warmteleidingen kunnen zo aanbieders en afnemers van warmte door de gehele provincie met elkaar in verbinding worden gebracht. De Leiding over Oost past binnen deze visie, om die reden heeft ook de provincie Zuid-Holland zich aan dit project gecommitteerd. De provincie stortte €137,5 miljoen in het Warmte Participatie Fonds, bestemd om onder meer de Leiding over Oost te financieren. De provincie heeft later aangegeven verder geen geld meer te willen steken in het Warmtebedrijf Rotterdam, waarvan men voor 8% eigenaar is.